# Зимбабвийский университет
Зимбабвийский университет (англ. University of Zimbabwe, UZ) — государственный университет в Хараре, Зимбабве. Он открылся в 1952 году как Университетский колледж Родезии и Ньясаленда и первоначально был связан с Лондонским университетом. Позже он был переименован в Университет Родезии и принял своё нынешнее название после обретения Зимбабве независимости в 1980 году. UZ — старейший университет Зимбабве.
В университете девять факультетов и один колледж (факультеты сельского хозяйства, искусства, торговли, образования, инженерии, права, естественных наук, социальных исследований, ветеринарных наук и Колледж медицинских наук). Университет аккредитован Национальным советом по высшему образованию при Министерстве высшего и третичного образования. Языком обучения является английский. Хотя UZ когда-то был очень успешным университетом, с 2008 года он сталкивается с проблемами, но теперь университет находится на подъёме. Проводится большая работа по повышению статуса университета. В главном кампусе проводится ремонт, и многие объекты модернизируются, чтобы сделать университет международным академическим брендом. Университет подвергся критике за присуждение мошеннических степеней членам режима Мугабе, особенно Грейс Мугабе.

## История

### Предыстория
В 1945 году Манфред Ходсон (в честь которого теперь названо общежитие) сформировал Ассоциацию университета Родезии (Rhodesia University Association), вдохновлённый обещанием Роберта Джеффри Фримена выделить 20 000 фунтов стерлингов на создание такого университета. В следующем году Законодательное собрание Южной Родезии приняло предложение Ходсона о создании университетского колледжа для удовлетворения потребностей Южной Родезии и соседних территорий. Губернатор Южной Родезии учредил в 1947 году Фонд Университета Родезии. Законодательное собрание предоставило землю в Маунт-Плезант от города Солсбери (ныне Хараре) для строительства кампуса в 1948 году. Четыре года спустя был принят закон об учреждении университета. Первые занятия начались примерно для 68 студентов на временной площадке по адресу Бейкер-авеню, 147 (ныне проспект Нельсона Манделы). Независимо от инициатив Ходсона и Законодательного собрания, Комиссия Центральноафриканского совета по высшему образованию во главе с сэром Александром Карр-Сондерсом (в честь которого теперь названа ещё одна резиденция) рекомендовала создать университетский колледж для обслуживания вновь созданной Федерации Родезии и Ньясаленда, в первую очередь предпочитая интеграцию с инициативой Южной Родезии.

## Учреждение
На участке Маунт-Плезант началось строительство, финансируемое за счёт грантов как британского правительства, так и правительства Федерации Родезии и Ньясаленда; другие гранты поступили от Anglo American Corporation, British South Africa Company, Rhodesia Selection Trust, Beit Trust, Фонда Форда и Dulverton Trust, а в июле 1953 года королева Елизавета (королева-мать) заложила камень в фундамент. В 1955 году британское правительство официально приняло это учреждение, учредив Королевской хартией Университетский колледж Родезии и Ньясаленда (UCRN). В следующем году колледж получил привилегию особых отношений с Лондонским университетом, а в 1957 году вся деятельность была переведена в кампус Маунт-Плезант. В следующем году колледжу были предоставлены участки земли, на которых были построены ферма колледжа и исследовательская станция на озере Кариба. В 1963 году открылась Медицинская школа, которая была присоединена к Бирмингемскому университету. После распада Федерации Родезии и Ньясаленда Университетский колледж продолжал оставаться независимым высшим учебным и исследовательским учреждением, открытым для всех рас. В 1970 году началось поэтапное прекращение связей с университетами Лондона и Бирмингема.

## После обретения независимости
После обретения Зимбабве независимости после войны в Южной Родезии университет был переименован в Университет Зимбабве в 1980 году. В 1981 году был назначен первый чернокожий директор Уолтер Камба, а в 1982 году Королевская хартия была заменена парламентским актом. Количество студентов выросло с 1000 в 1980 году до 2000 к 1985 году. В декабре 1998 года в университете прошла Восьмая ассамблея Всемирного совета церквей. Ассамблея, главный руководящий орган ВСЦ, собралась в Большом зале кампуса Университета..
5 октября 1989 года тысячи студентов университета собрались в знак протеста против ареста двух студенческих лидеров. Прибыли сотни полицейских противодействия уличным беспорядкам, которые столкнулись с протестующими, несколько из которых получили ранения, более 50 из них были арестованы и им грозило до пяти лет лишения свободы. К полудню того же дня всем 8000 студентов университета было приказано покинуть кампус, и прибыла полиция по охране общественного порядка, которая заблокировала входы в кампус и не позволила студентам войти.
В 1990 году в Закон об университете Зимбабве были внесены неоднозначные поправки, дающие правительству больше полномочий и, по мнению многих преподавателей, студентов и наблюдателей, наносящие ущерб академической свободе. В конце 1980-х и большей части 1990-х наблюдался рост студенческих протестов, что привело к нескольким закрытиям и массовым исключениям. Несмотря на сохраняющуюся напряжённость, университет продолжал расти, и к 1995 году количество студентов достигло 8000 человек, а к 2001 году — 10 139 человек. В начале 2000-х университет изо всех сил пытался оправдать ожидания преподавателей и профессоров в отношении уровня заработной платы, что привело к многочисленным забастовкам. Многие доноры, в том числе правительство Швеции, которое ранее было основным спонсором UZ, сократили или отменили свою помощь. По мере нарастания экономического кризиса в Зимбабве Зимбабвийский университет перестал набирать лекторов и профессоров для заполнения вакансий. К 2007 году нехватка персонала мешала преподаванию и экзаменам по некоторым программам. К концу 2000-х проблемы с водо- и электроснабжением, а также обслуживанием инфраструктуры стали критическими. Упадок UZ завершился тем, что университет не смог вновь открыться в 2008–2009 учебном году. Университет ненадолго открылся в начале 2009 года, но занятия не проводились из-за забастовки преподавателей. Учебное заведение снова было закрыто в конце февраля после демонстраций студентов против новых сборов в твёрдой валюте.

## Споры по поводу незаконного присвоения степеней
Университет подвергся критике за незаконное присуждение учёных степеней членам режима Мугабе; в 2014 году Грейс Мугабе получила степень доктора социологии всего через два месяца после регистрации в программе, хотя в архивах университета нет диссертации. Также другие высокопоставленные члены режима Мугабе получили докторские степени без написания диссертаций. 20 ноября 2017 года студенты Университета Зимбабве бойкотировали письменные экзамены, сославшись на то, что спорная докторская степень бывшей первой леди Грейс Мугабе должна быть отозвана. Они также выразили протест и заявили, что не будут писать экзамены, пока Роберт Мугабе не уйдёт в отставку. 93-летний лидер, а затем ректор университета, ушёл в отставку на следующий день, 21 ноября 2017 года, с поста главы государства и правительства. Многие утверждали, что студенты Зимбабвийского университета войдут в историю как те, кто дал режиму Мугабе «последний толчок» его 37-летнему правлению в качестве лидера Зимбабве.

## Кампус

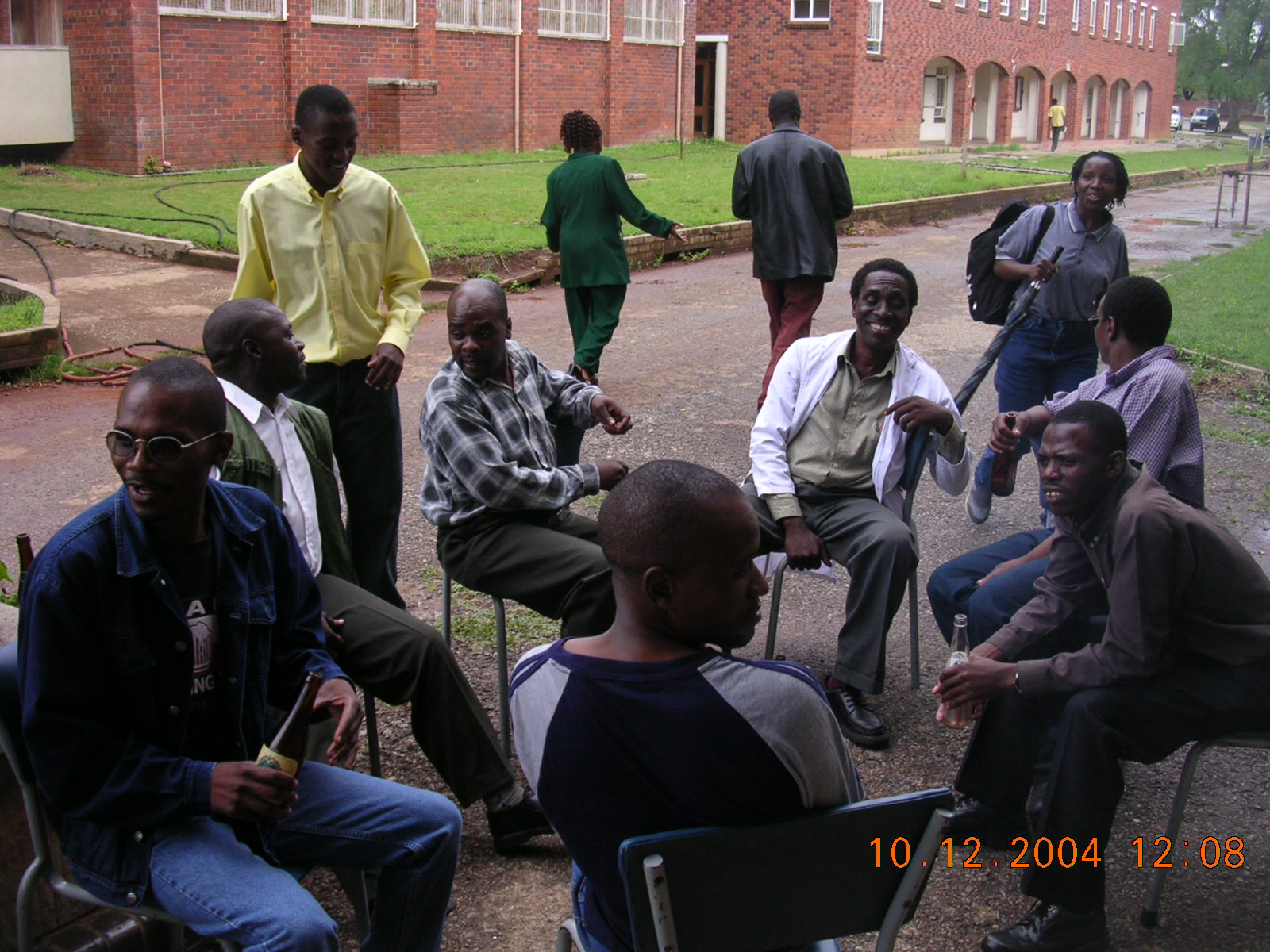
Общественное собрание на окраине университета College Green

Главный кампус Зимбабвийского университета расположен в богатом пригороде Маунт-Плезант на севере Хараре. Кампус занимает 299 гектаров (740 акров)  в южной части Маунт-Плезант, образуя основную часть особого участка земли, зарезервированного для образовательных целей, расположенного между Маунт-Плезант-Драйв, Аппер-Ист-роуд, Черчилль-авеню и Тевиотдейл-роуд. Другие учреждения, расположенные в этой зоне, включают Аудиовизуальный центр Министерства образования, школу Маунт-Плезант и штаб-квартиру школьного экзаменационного совета Зимбабве. В главном кампусе 171 здание, включая учебные заведения, все, кроме двух студенческих общежитий, и большую часть жилья для персонала. В главном кампусе также есть спортивные сооружения и College Green, лужайка, расположенная недалеко от центра кампуса, недалеко от учебных корпусов, которая является популярным местом для общественных мероприятий. Примерно треть кампуса представляет собой сезонные водно-болотные угодья, непригодные для строительства и остающиеся незастроенными.
Помимо кампуса Маунт-Плезант, у университета есть помещения в нескольких разных местах по всей Зимбабве. Только в Хараре UZ имеет 46 зданий, расположенных за пределами кампуса Маунт-Плезант. В главном вспомогательном кампусе университета, расположенном в больнице Париренятва в центре Хараре, находится Колледж медицинских наук. Помимо медицинской школы, дополнительные университетские объекты в Хараре включают многоквартирные дома для сотрудников и студенческие общежития в Авеню, Эйвондейле и Маунт-Плезант. За пределами Хараре у UZ есть помещения в Булавайо, Карибе и Тевиотдейле. Университет управляет исследовательской станцией на озере Кариба, расположенной в пригороде Ньямхунга в Карибе, Западный Машоналенд, а также фермой университета, также известной как Thornpark Estate, которая находится примерно в 8 километрах от кампуса Маунт-Плезант, на Mazowe Road в Teviotdale, район Мазове, Центральный Машоналенд. Ферма площадью 1636 га (4040 акров); используется сельскохозяйственным факультетом UZ для обучения и исследований. Некоторые из новых университетов Зимбабве начинались как колледжи и вспомогательные кампусы UZ, например, Научно-педагогический университет Биндура, Технологический университет Чинхой и Открытый университет Зимбабве.

## Академическая структура

### Бакалавриат

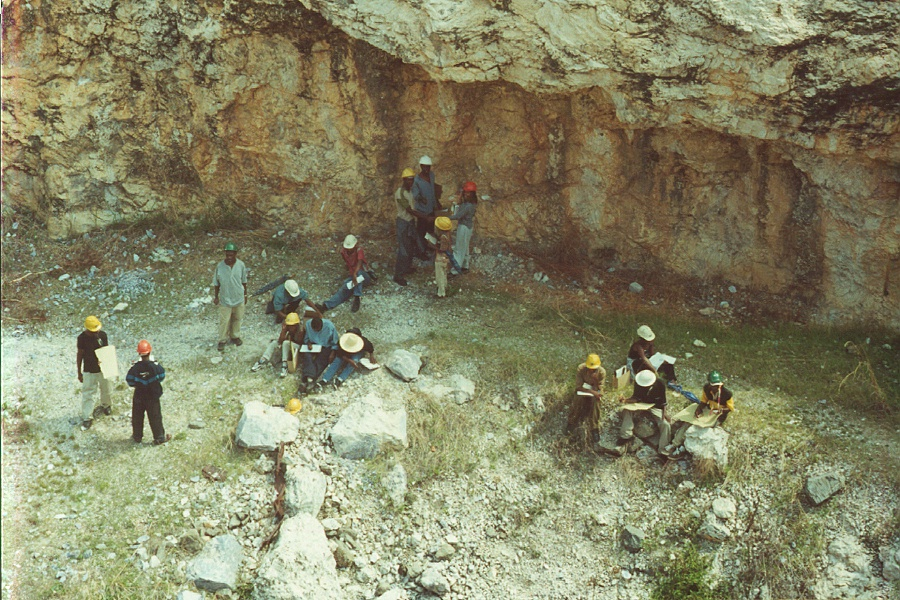
Полевая школа бакалавриата по геологии в районе Мазове.

Основной формат бакалавриата в UZ — это лекции профессоров или лекторов и практические занятия лекторов или ассистентов преподавателей.  Во многих программах также есть лабораторные практические занятия и выездные школы. Тесты и задания по содержанию курса оцениваются по теоретической курсовой работе.
Программы на получение степени следуют модели курса, и во многих программах студенты могут выбирать некоторые курсы из ряда вариантов. Дипломы с отличием включают обязательный проектный курс, который студенты должны пройти индивидуально, при этом каждый студент выполняет разные проекты.
Предлагаемые программы бакалавриата ведут к получению степени бакалавра, бакалавра (с отличием) и промежуточной степени бакалавра. Зарегистрированные программы бакалавриата охватывают искусство, бизнес-исследования и информатику, туризм и гостиничный менеджмент, образование, образование для взрослых, научное образование, сестринское дело, естественные науки, социальную работу, стоматологическую хирургию, медицину и хирургию, ветеринарию. Зарегистрированные программы бакалавриата (с отличием) посвящены сельскому хозяйству, сельскохозяйственной инженерии, прикладным наукам об окружающей среде, искусству, бухгалтерскому учёту, бизнес-исследованиям, праву, инженерии, горному делу, геодезии, медицинским лабораторным наукам, сестринскому делу, фармации, трудотерапии, физиотерапии, естественным наукам, экономике, политике и управлению, психологии, сельскому и городскому планированию и социологии. Зарегистрированы дополнительные программы по анатомии, физиологии человека, ветеринарной анатомии, ветеринарной физиологии и ветеринарной биохимии.

## Последипломное образование

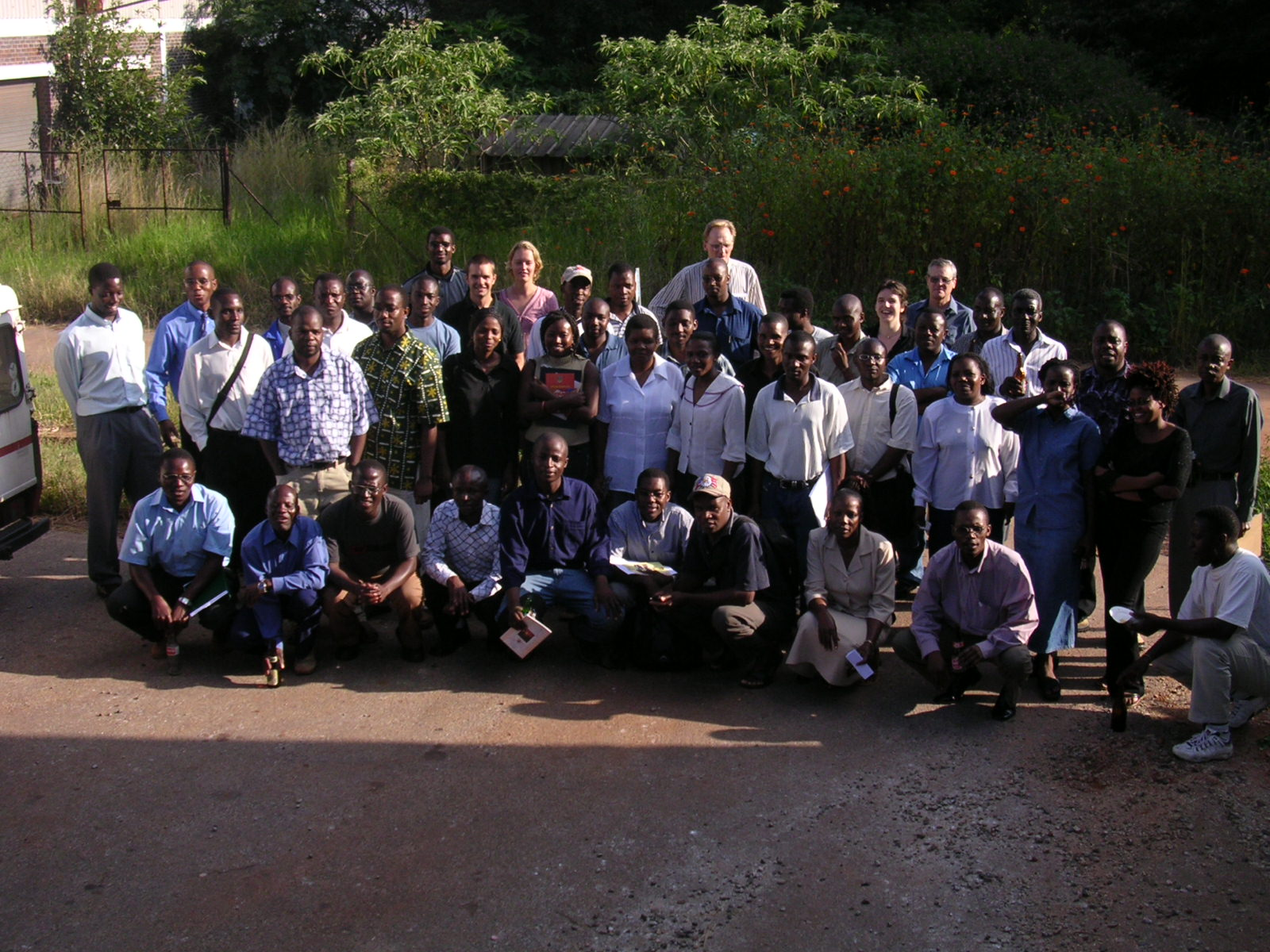
Аспиранты водных ресурсов инженерного факультета Университета Зимбабве со своими профессорами и лекторами.

Университет Зимбабве предлагает последипломное образование с отличием, два типа степени магистра и докторскую степень. Программы с отличием для аспирантов, также известные как специальные программы с отличием, рассчитаны на один год и включают курсовую работу, экзамены и обязательный проектный модуль. Степени магистра по курсовой работе и проекту обозначаются как MA или M.Sc. и рассчитаны на один-два года. Они включают в себя курсовые и проектные модули. Степени магистра только по исследовательской диссертации обозначаются как M.Phil. и требуют не менее двух лет обучения. Докторская программа, D.Phil., предназначена только для научной работы. Студенты, получающие степень магистра философии, учатся, но ещё не представили диссертацию, могут подать заявку на факультет, чтобы повысить уровень своего обучения до степени доктора философии.

## Приостановка программ
Из-за большого недостатка персонала, от которого UZ начал страдать в 2000-е годы, многие программы и специализации были приостановлены.

## Рейтинги
Хотя UZ обычно не фигурирует в крупных международных рейтингах, таких как Всемирный рейтинг университетов QS, дополненный Times Higher Education Supplement, или Академический рейтинг университетов мира, в 2007 году в рейтинге мировых университетов университет занял 14-е место в Африке после различных южноафриканских университетов, Американского университета в Каире и Университета Дар-эс-Салама, а также номер 3549 из 9760 аккредитованных университетов в мире. К 2008 году UZ опустился на 17 место в Африке и на 4001 место в мире. В 2010 году, согласно рейтингу университетов по академической успеваемости (URAP),  Зимбабвийский университет стал лучшим университетом Зимбабве и 1340-м университетом в мире.

## Администрация и организация

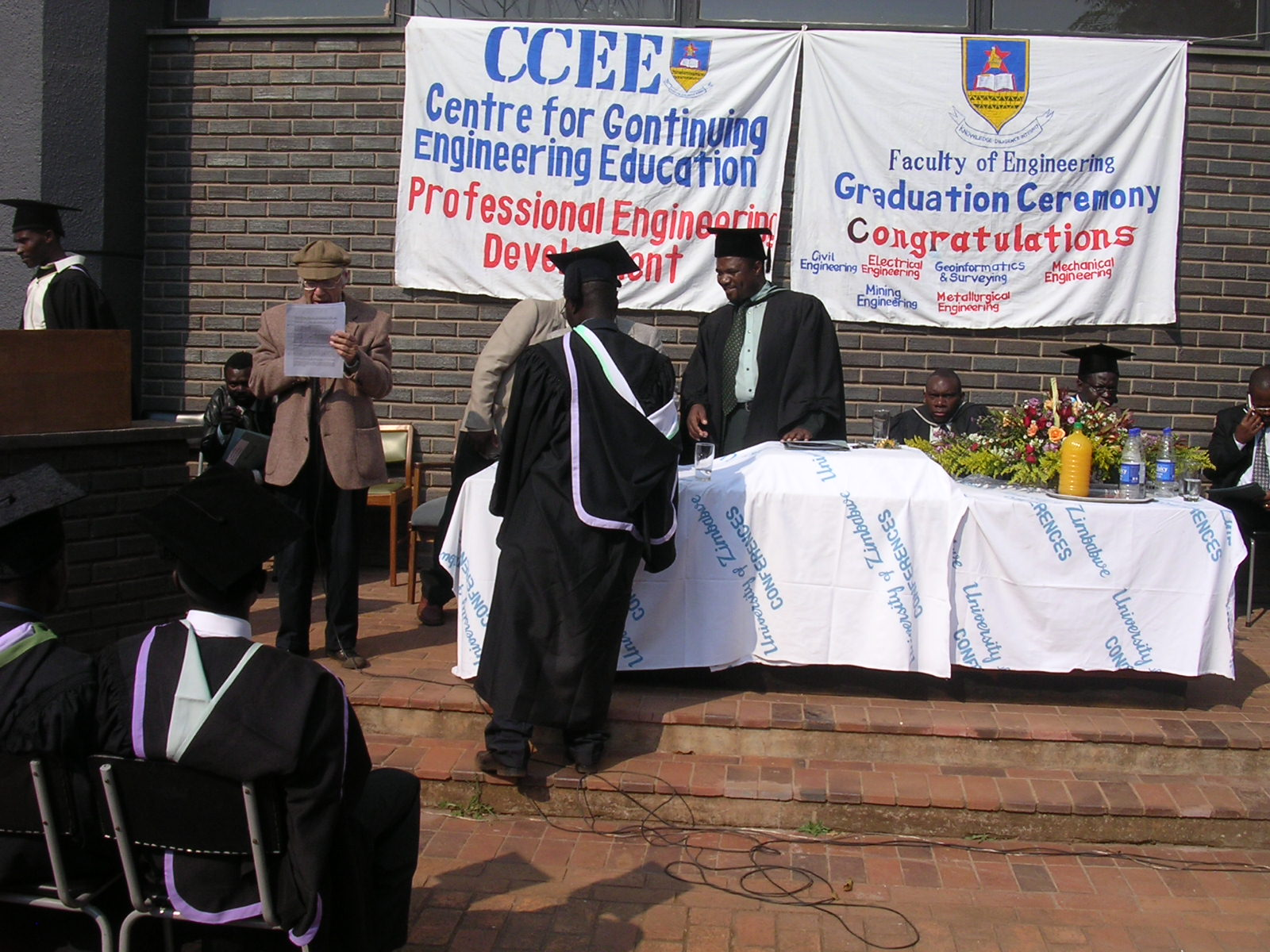
Церемония вручения дипломов инженерного факультета Зимбабвийского университета, август 2005.

### Центральное управление
Номинальным главой университета является канцлер, который является президентом Зимбабве. Университетом управляет учёный совет, в который входят руководители университета, представители Сената, сотрудники и студенты, а также представители различных секторов торговли и гражданского общества. Исполнительным директором университета является вице-канцлер, который назначается канцлером после консультации с министром высшего образования и советом университета. Вице-канцлеру помогает один или несколько проректоров, назначаемых Советом университета с одобрения министра высшего образования.
Академическая власть университета принадлежит учёному совету, в который входят руководители университета, деканы факультетов, все профессора, заведующие кафедрами, а также представители сотрудников и студентов. Университет разделён на факультеты, которыми руководит исполнительный декан и совет факультета, в который входят все профессора и преподаватели.

## Студенческая жизнь

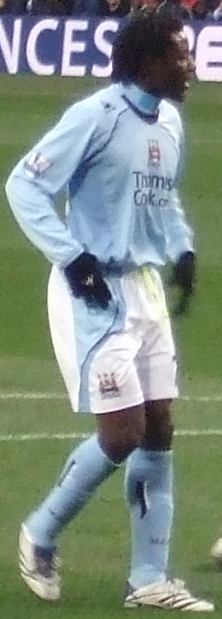
Бенджани Мваруварии играл в футбол в Зимбабвийском университете.

### Резиденции
В главном кампусе есть пять резиденций для девушек: Суинтон-холл, комплексы 1, 4 и 5 и Карр-Сондерс, и четыре резиденции для мужчин: Манфред Ходсон-холл, комплекс 2, комплекс 3 и пристройка Манфреда Ходсона (бывший Новый зал). Есть также Медицинская резиденция в кампусе Медицинской школы и Резиденция Маунт-Рояль на авеню в центре Хараре. Общежития были закрыты в июне 2007 года, когда власти университета сослались на проблемы с техническим обслуживанием и санитарией, но были вновь открыты в 2014 году.

### Спорт, клубы и традиции
У университета есть цель, чтобы по крайней мере один нынешний или бывший студент из UZ ежегодно представлял страну в спортивной команде, завоевавшей медали на международных соревнованиях. Спорт в UZ сосредоточен вокруг спортивного павильона, подаренного National Breweries. Виды спорта, предлагаемые в университете, включают лёгкую атлетику, баскетбол, крикет, футбол, хоккей на траве, регби и теннис. UZ часто выигрывал Игры спортивной ассоциации университетов Зимбабве. В первые годы своего существования мужской хоккей был главным видом спорта: в 1960 году команда выступала в «Первой лиге» Солсбери. Футбольный клуб Университета Зимбабве играет во втором дивизионе Зимбабве и является бывшим домом для нападающего «Манчестер Сити» и капитана национальной сборной Зимбабве Бенджани Мварувари. Клуб какое-то время тренировал бывший президент страны Канаан Банана. Когда Зимбабве принимала у себя Африканские игры в 1995 году, UZ был игровой деревней. Содержание спортивных сооружений входит в обязанности директора, но в последние годы доступ к средствам от Государственного совета по закупкам был проблемой. Другими популярными и успешными спортивными дисциплинами в UZ являются баскетбол, волейбол, регби и гандбол, которые все играют в профессиональных лигах Хараре. В октябре 2015 года Департамент спорта организовал фестиваль гандбола в честь 60-летия университета, и с тех пор этот фестиваль стал ежегодным и крупнейшим фестивалем гандбола в стране.
На большинстве факультетов есть тематические клубы или общества, например Биологическое общество Кирка, AIESEC и Клуб успеха студентов. В 2005 году UZ выиграл чемпионат мира «Студенты в свободном предпринимательстве», проходивший в Онтарио, Канада. Есть также неакадемические клубы, такие как Ротаракт.

### Гендерные вопросы
Гендерный разрыв в приёме в Зимбабвийский университет, как и в африканских университетах в целом, стал проблемой к середине 1990-х годов, и в 1995 году программа позитивных действий была встроена в политику университета. Тем не менее, многие студентки чувствуют себя подавленными из-за того, что посещают курсы, где доминируют мужчины, или принимают участие в студенческой политике. Женщин пугает гендерное насилие и сексуальная эксплуатация.

## Вице-канцлеры и директора
Первым главой университета был Уильям Ролло, исполнявший обязанности директора с 1953 по 1955 год. Первым реальным директором был Уолтер Адамс, который работал с 1955 по 1966 год, а затем был директором Лондонской школы экономики (он был посвящён в рыцари в 1970 году). Адамса сменил Теренс Миллер, который продержался всего два года, поскольку его прогрессивные в расовом отношении взгляды привели его к конфликту с правительством Родезии. Его преемник, шотландский богослов Роберт Крейг, впоследствии модератор Генеральной ассамблеи Шотландской церкви, служил с 1969 по 1980 год. Леонард Дж. Льюис около года занимал должность директора во время перехода Зимбабве к независимости. Его сменил в 1981 году профессор права Уолтер Камба, который стал вице-канцлером (эта должность была создана вместо должности директора). Как и Миллер, Камба столкнулся с правительством и объявил о своей отставке на выпускной церемонии 1992 года в речи, в которой упоминалось вмешательство правительства в университет и угрозы академической свободе. Его сменил Гордон Чавундука до 1996 года, а затем Грэм Хилл с 1997 по 2002 год. Леви Ньягура, дольше всех занимавший этот пост вице-канцлером, занимал этот пост с 2003 по 2018 год, когда он был отстранён от должности по обвинению в том, что он непроцедурно присвоил докторскую степень бывшей первой леди Грейс Мугабе. Президент Эммерсон Мнангагва назначил профессора агротехники Пола Мапфумо исполняющим обязанности вице-канцлера в августе 2018 года.